# Московская (Иркутская область)
Московская — деревня в Заларинском районе Иркутской области России. Входит в состав Бажирского муниципального образования. 

## Население
| 2002 | 2010 | 2011 | 2012 |
| ---- | ---- | ---- | ---- |
| 4    | ↗65  | →65  | ↗68  |